# ليليان ويلزي
ليليان ويلزي (بالإنجليزية: Lilian Welsh)‏ هي أمينة سر وبروفيسورة وسفرجات وطبيبة أمريكية، ولدت في 6 مارس 1858 في كولومبيا في الولايات المتحدة، وتوفيت في 23 فبراير 1938 بسبب التهاب الدماغ النوامي.